# Renzo Fratini
Renzo Fratini (ur. 25 kwietnia 1944 w Urbisaglia we Włoszech) – włoski duchowny rzymskokatolicki, arcybiskup tytularny, nuncjusz apostolski.

## Życiorys
6 kwietnia 1969 otrzymał święcenia kapłańskie z rąk Ersilio Toniniego i został inkardynowany do diecezji Macerata-Tolentino. W 1970 rozpoczął przygotowanie do służby dyplomatycznej na Papieskiej Akademii Kościelnej. 
7 sierpnia 1993 został mianowany przez Jana Pawła II pro-nuncjuszem apostolskim w Pakistanie oraz arcybiskupem tytularnym Botriana. Sakry biskupiej 2 października 1993 udzielił mu ówczesny Sekretarz Stanu Angelo Sodano. 
W 1999 został przeniesiony do nuncjatury w Indonezji, będąc od 2003 akredytowanym również w Timorze Wschodnim. W 2004 został nuncjuszem w Nigerii.
Od 2009 jest nuncjuszem apostolskim w Hiszpanii, jego misja dyplomatyczna obejmuje również Andorę. Równolegle z obowiązkami nuncjusza, jest także stałym obserwatorem z ramienia Stolicy Apostolskiej przy Światowej Organizacji Turystyki, której siedziba znajduje się w Madrycie. 4 lipca 2019 przeszedł na emeryturę.